# Zeus
Zeus (în greacă veche Ζεύς) este zeul cerului și al tunetului în mitologia greacă. Acesta este regele zeilor de pe Muntele Olimp. Echivalentul său roman este Jupiter, mitologia și puterile sale fiind similare, deși nu identice, și cu cele ale zeităților indo-europene precum Perkūnas, Perun, Indra, Dyaus și Thor. 
Zeus este copilul lui Cronos și Rhea, fiind cel mai tânăr dintre frații săi, deși este socotit drept pe cel mai mare, deoarece ceilalți frați (Hestia, Hades, Demetra, Poseidon, Hera) erau în stomacul lui Cronos. În majoritatea tradițiilor, el este căsătorit cu Hera, fiind tatăl lui Ares, Hebe și Hefaistos. La oracolul Dodonei, consoarta sa era Dione, despre care Iliada afirmă că a fost tatăl Afroditei. Zeus a fost, de asemenea, infam pentru escapadele sale erotice care au dus la mulți descendenți divini și eroici, inclusiv Atena (fiica lui Metis, înghițită de Zeus), Apollo și Artemis (copiii lui Leto), Hermes (fiul pleiadei Maia), Persefona (fiica zeiței Demetra), Dionis (fiul lui Semele), Perseu (fiul lui Danae), Heracle (fiul lui Alcmena), Elena din Troia (fiica lui Leda), Minos (fiul lui Europa) și muzele. 
El a fost respectat ca tatăl și regele panteonului grecesc și tot el a fost cel care a atribuit roluri celorlalți: „Chiar și zeii care nu sunt copiii săi naturali i se adresează cu cuvântul Tată și toți zeii se ridică în prezența lui”. El a fost asimilat cu mulți zei străini ai vremii, permițându-i lui Pausania să scrie „ Zeus, regele cerului, este cunoscut tuturor oamenilor”. Simbolurile lui Zeus sunt fulgerul, vulturul, taurul și stejarul. Pe lângă moștenirea sa indo-europeană, derivă și anumite trăsături iconografice din culturile din Orientul Apropiat antic, cum ar fi sceptrul. Zeus este descris frecvent de artiștii greci într-una din cele două ipostaze: în picioare, pășind înainte cu un fulger ridicat în mâna dreaptă sau așezat în măreție pe un tron.
Zeus este un zeu foarte crud și răzbunător, dar este câteodată milostiv și drept. Mai este considerat și zeul dreptății, el fiind zeul care ia ultimul cuvânt în rezolvarea disputelor și a cărui decizie este absolută.  
Conform lui Hesiod, Zeus este considerat creatorul bărbaților din argint. Dar acești bărbați refuzau să se închine zeilor. Iar la un moment dat, mâniat din cauza păcatelor comise de oameni, îi distruge. Zeus a creat apoi bărbații din bronz, care erau mult împietriți și duri, deoarece războiul era scopul și pasiunea lor. Zeus, mânios pe păcatele oamenilor, distruge orașe ca Salmone cu o furtună de fulgere. Pentru a-i pedepsi pe bărbați fiindcă l-au nesocotit luând focul furat de la Prometeu, a trimis-o pe Pandora, prima femeie creată de către zei, să deschidă o cutie din care să elibereze toate relele care să se răspândească pe Pământ, numai speranța rămânând în cutie. Apoi i-a nimicit pe oamenii din bronz printr-un potop devastator de pe urma căruia numai Deucalion supraviețuiește. 
În Epoca Eroică, Zeus creează oameni cu abilități speciale, numiți Eroi, singurii care vor ajunge în Câmpiile Elizee după ce mor. 
Apoi, creează oamenii din fier, de acesta dată oameni care trăiesc o existență de trudă, conflict și mizerie. La apogeul epocii fierului, oamenii ajung să păcătuiască tot mai mult, nu-și vor mai respecta părinții; bebelușii se vor naște cu părul cenușiu, și zeii, în frunte cu Aidos și Nemesis, vor părăsi definitiv umanitatea în dureri amare, fără nicun ajutor în fața răului.
Walter Burkert subliniază în cartea sa Religie greacă: „Chiar și pe zeii care nu sunt copiii lui naturali îi crește ca un Tată”. Pentru greci, el a fost regele zeilor și al universului. Pausanias a observat că „Zeus - regele cerului este  comun  tuturor oamenilor”. În Theogonia lui Hesiod, Zeus atribuie diferite roluri zeilor. În Imnurile lui Homer el este menționat ca șef al zeilor.

## Numele

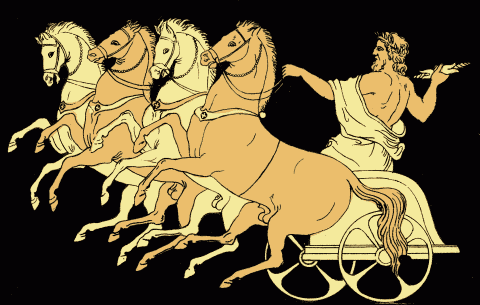
Carul lui Zeus

Numele zeului  în nominativ este Ζεύς Zeus / zdeús /. Substantivul acesta este declinat după cum urmează: vocativ: Ζεῦ / zeu; acuzativ: Δία / Día, genitiv: Διός / Diós, dativ: Διί / dii.
Zeus este continuarea grecescului de * Di̯ēus, numele zeului proto-indo-european al cerului în timpul zilei, de asemenea, numit * Dyeus ph2tēr. Zeul  este cunoscut cu altă denumire ca  Rig Veda („Tatăl Cerului”) sau în sanscrita vedică ca  Dyaus / Dyaus Pita), latină ( Jupiter, de la Iuppiter, care derivă din vocativul proto-indo-european  * dyeu-ph2tēr ), care derivă de la rădăcina * dyeu-(„a străluci”, , „cer" ,  „zeu”).  
Cele mai timpurii forme atestate ale numelui său sunt în greaca miceniană: di-we și di-wo, scris în Linearul b.
Platon, în Cratylus, oferă o etimologie populară  lui Zeus care înseamnă „cauza vieții a tuturor lucrurilor”, din cauza jocurilor de cuvinte între titlurile alternative ale lui Zeus (Zen și Dia) cu cuvintele grecești pentru viață și „din cauza”.   Această etimologie, împreună cu întreaga metodă de derivare a etimologiilor lui Platon, nu este susținută de știința modernă.
Diodorus Siculus a scris că Zeus a fost numit și Zen, deoarece oamenii credeau că el este cauza vieții (zen).  Lactanțius a scris că el se numea Zeus și Zen, nu pentru că este cel care dă viața, ci pentru că a fost primul care a trăit dintre copiii lui Cronos care au fost înghițiți.

## Legenda

### Primii ani ai vieții

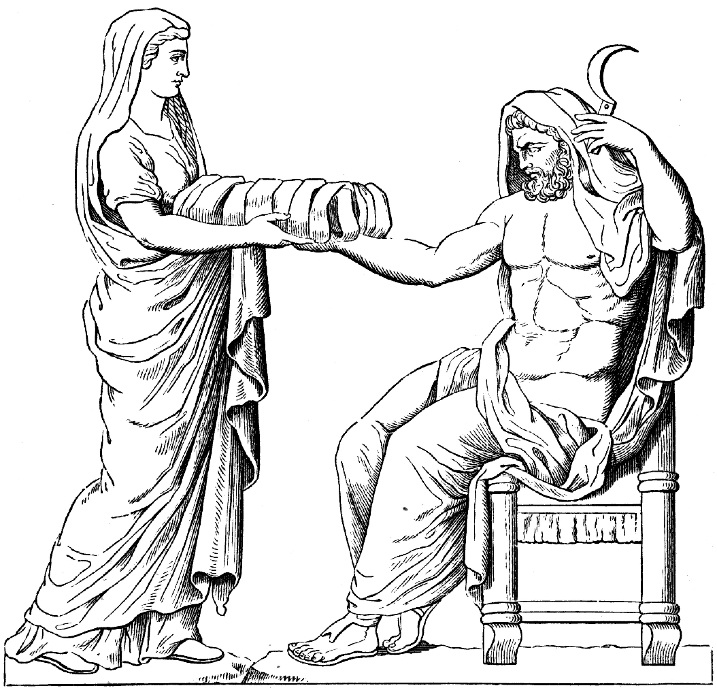
Rhea îi oferă un bolovan soțului ei Cronos

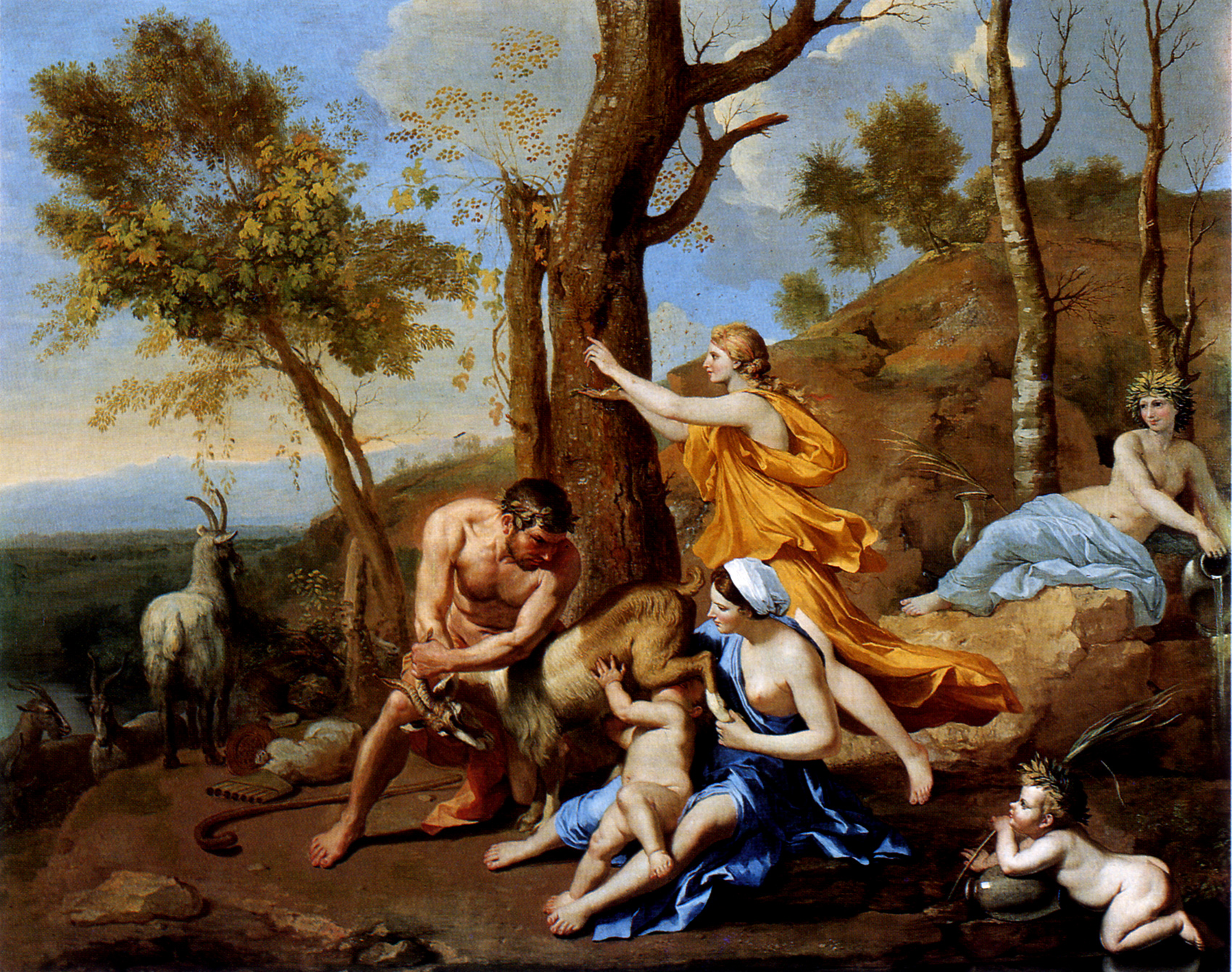
Copilul Zeus în Creta. Pictură de Nicolas Poussin

El făcea parte din prima generație divină. Era cel mai mic dintre fiii lui Cronos și ai Rheei. Rhea, ca să-l scape de urgia soțului său, care-și înghițea rând pe rând copiii de îndată ce se nășteau, i-a oferit soțului ei o piatră în locul pruncului (Cronos nu avea vederea bună).
Rhea l-a ascuns pe Zeus în Creta, unde a fost îngrijit de către două nimfe, Adrasteia și Ida. Acestea îl hrăneau cu lapte de la capra Amaltheia și cu ambrozie. Cureții (apărătorii lui Zeus) îl protejau pe micul zeu și făceau zgomot cu armele când acesta plângea, ca nu cumva să-l audă Cronos. Când a crescut, Zeus a pus la cale, cu ajutorul Geei și al Metisei, detronarea tatălui său. După ce l-a otrăvit  pe Cronos, făcându-l să-și verse înapoi copiii înghițiți, Zeus, împreună cu frații săi acum reîntorși la viață, i-au declarat război lui Cronos.

### Lupta cu titanii

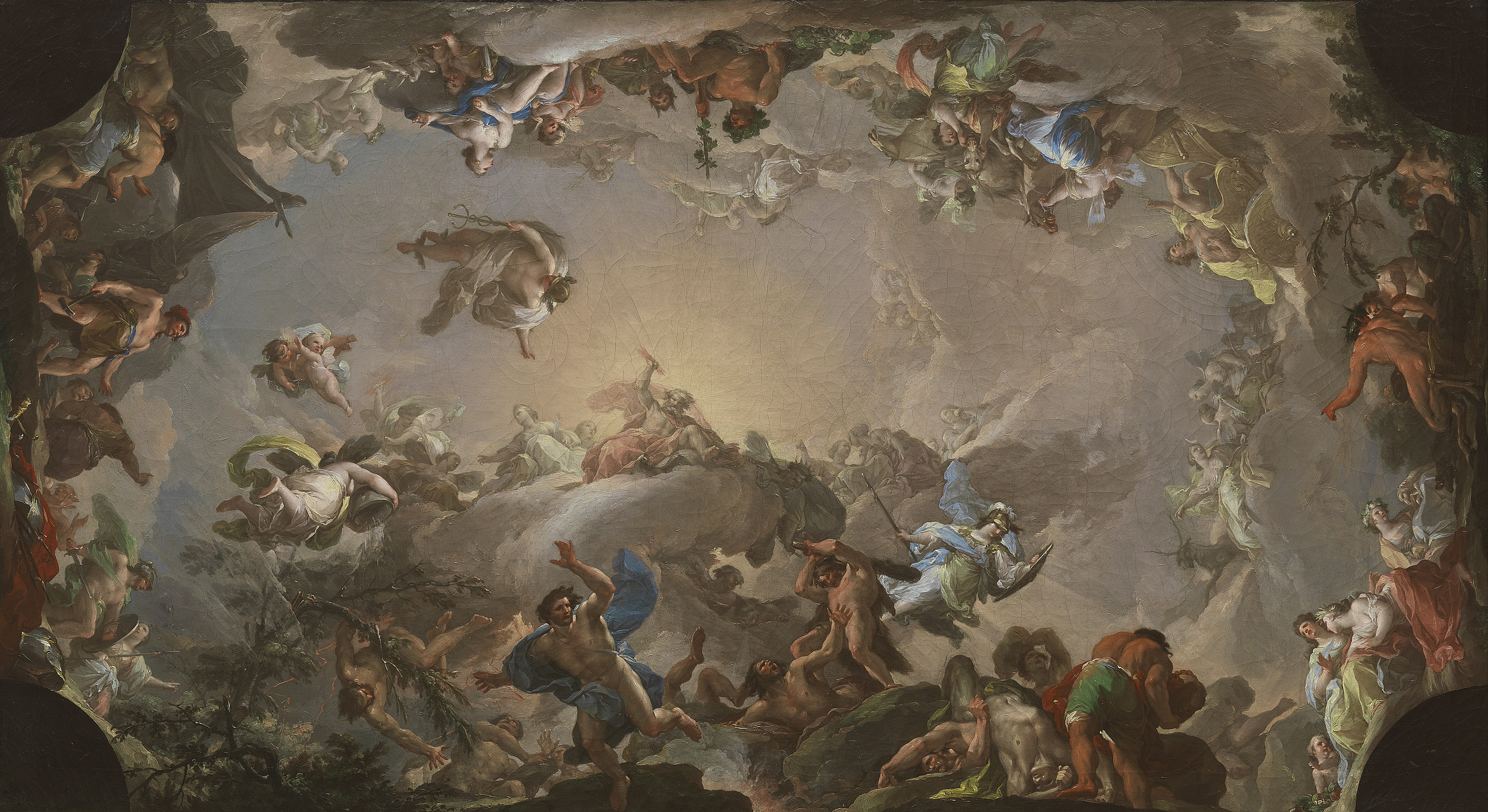
Bătălia dintre zei și giganți. Pictură de Francisco Bayeu y Subías

În ajutorul acestuia au sosit însă frații lui Cronos, titanii. Însă ciclopii și hecatonheirii (uriași cu o sută de brațe) erau de partea lui Zeus. Lupta a durat zece ani și a luat sfârșit cu victoria olimpienilor. Zeus a devenit stăpânul întregului Univers. El a dăruit Lumea subpământeană fratelui său Hades, iar Marea lui Poseidon, păstrându-și pentru sine Pământul. Până să dobândească pacea, a avut de înfruntat însă noi vrăjmași, de data aceasta pe giganții asmuțiți împotriva sa de către Gheea, care a născut un monstru înfricoșător, Typhon, cu o sută de capete de balaur. Lupta cu Typhon a fost cea mai grea dar, în cele din urmă, Zeus a ieșit din nou și definitiv biruitor, azvârlindu-l pe monstru în Tartar. Însă și de acolo îi mai amenința pe zeii olimpieni. El dezlănțuie furtunile și vulcanii. Împreună cu Echidna, jumătate femeie și jumătate șarpe, el dădu naștere lui Orthos, un dulău fioros cu trei capete, lui Cerber, câinele iadului și pe Hidra din Lerna.

### Complotul
La uneltirile Herei care era des înșelată, Apollo și cu Poseidon împreună cu Atena, au incercat să-l pună în lanțuri pe Zeus. Dar încercarea a dat greș după ce Zeus a apelat la ajutorul hecatonchiriilor, care l-au eliberat. Zeus a biciuit-o pe Hera, a ferecat-o în lanțuri de aur și a spânzurat-o între cer și pământ. Pe Poseidon și pe Apollo i-a pus la munci grele ca să clădească cu propriile lor mâini cetatea Troiei.

### Copiii

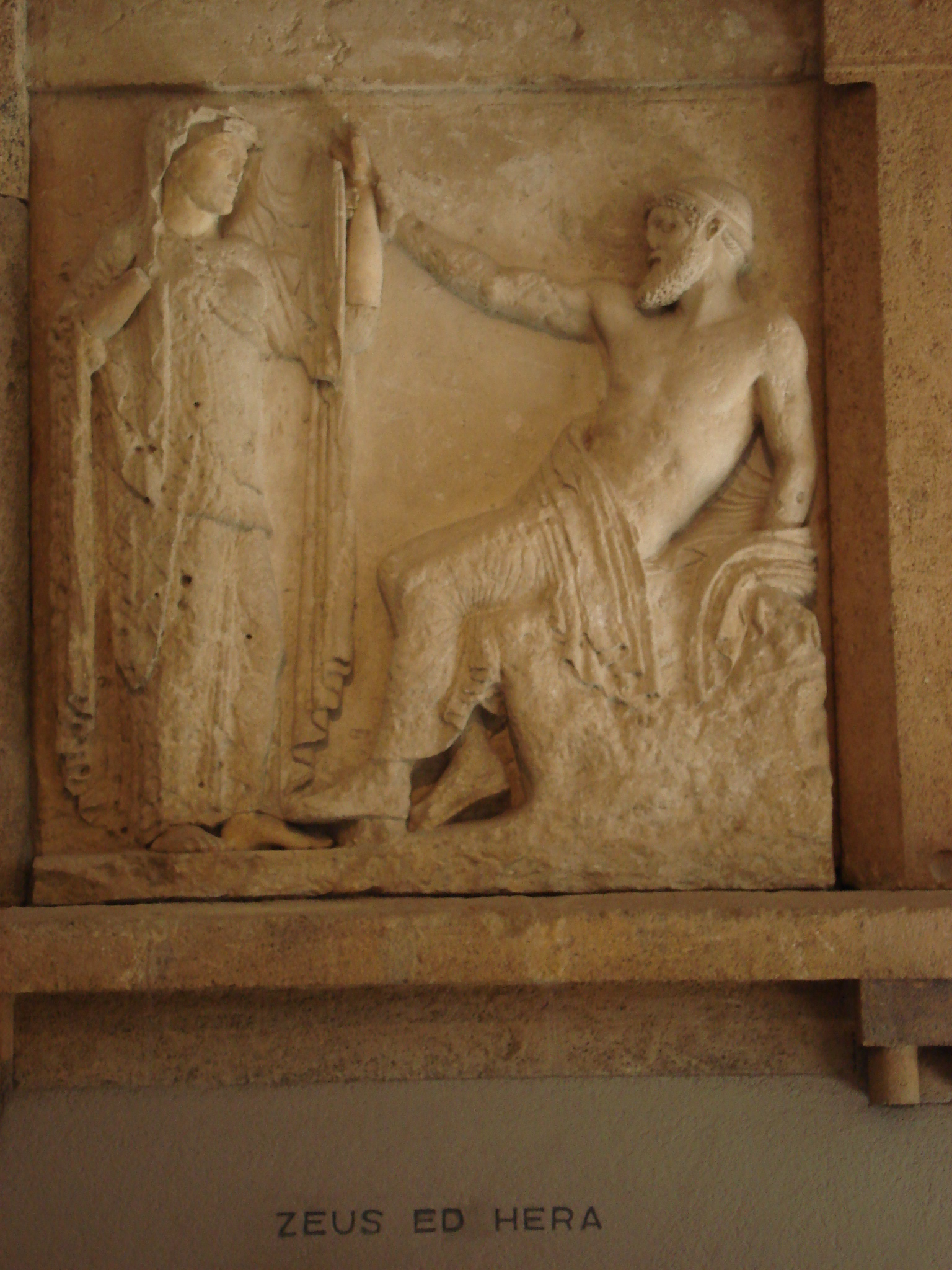
Zeus și Hera. Sculptura, care inițial era policromă, este din calcar, cu excepția membrelor zeiței, care sunt din marmură albă.
Muzeul Arheologic Regional, Palermo</br>

Cu prima sa soție, Metis, Zeus a născut-o pe zeița Atena, cu Themis a avut mai multe fiice, numite Ore și Moire, cu titanida Leto,respectiv pe Artemis și pe Apollo, cu sora sa Demetra - pe Persefona etc. Dintre soții, cea sortită să-i fie egală și regină alături de el în Olimp a fost sora sa, Hera. Cu ea Zeus a avut patru copii: pe Ares, pe Hebe, Ilithyia și pe Hephaistos. Zeus a zămislit numeroși copii unindu-se, în egală măsură, și cu muritoarele de rând: Alcmena, Danae, Io, Europa, Niobe, etc., Zeus furișându-se și deghizându-se în taur, vultur, lebădă sau  ploaie, ca să nu fie văzut de Hera.
Ca stăpân suprem și ca deținător al puterii supreme absolute, Zeus era cel care împărțea dreptatea printre oameni și zei, el era expresia echilibrului și a ordinii din natură și din societate. Era socotit zeul luminii, al fenomenelor naturale, deținătorul fulgerelor și, mai ales, al trăsnetelor - manifestare cu precădere a forței și a mâniei sale divine. El domnea în palatul său aflat pe crestele înalte ale Olimpului și de acolo, înconjurat de ceilalți zei, cârmuia destinele lumii, împărțind binele și răul printre muritori și veghind asupra împlinirii destinelor lor.  

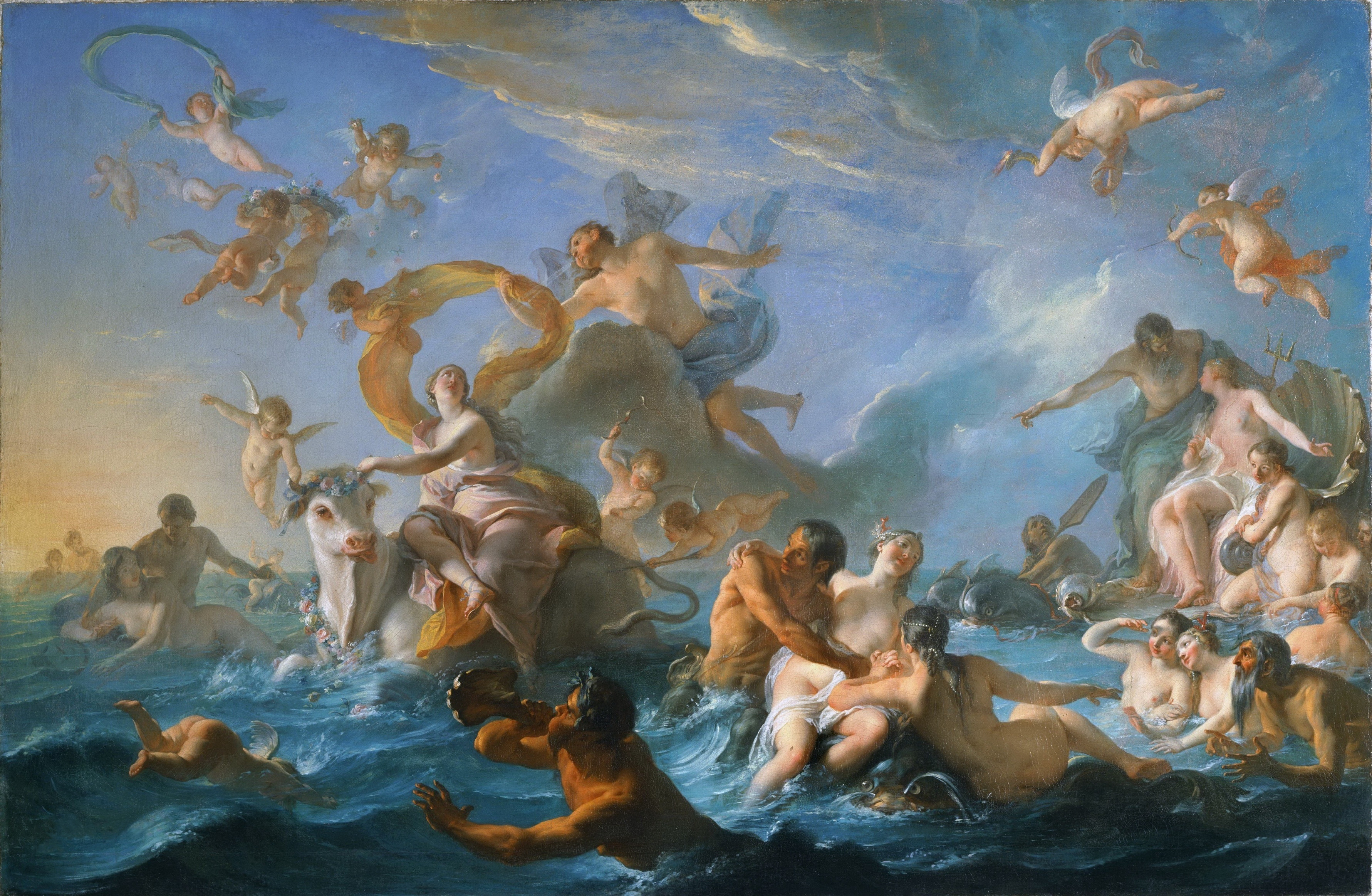
Răpirea Europei
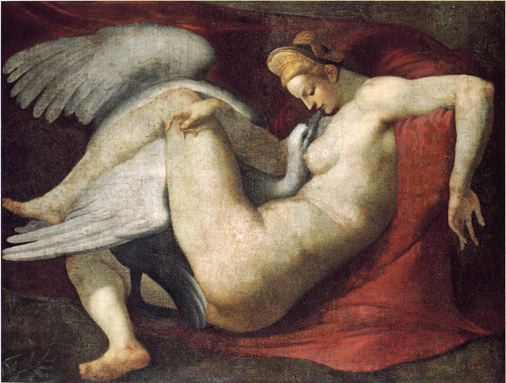
Leda și Lebăda
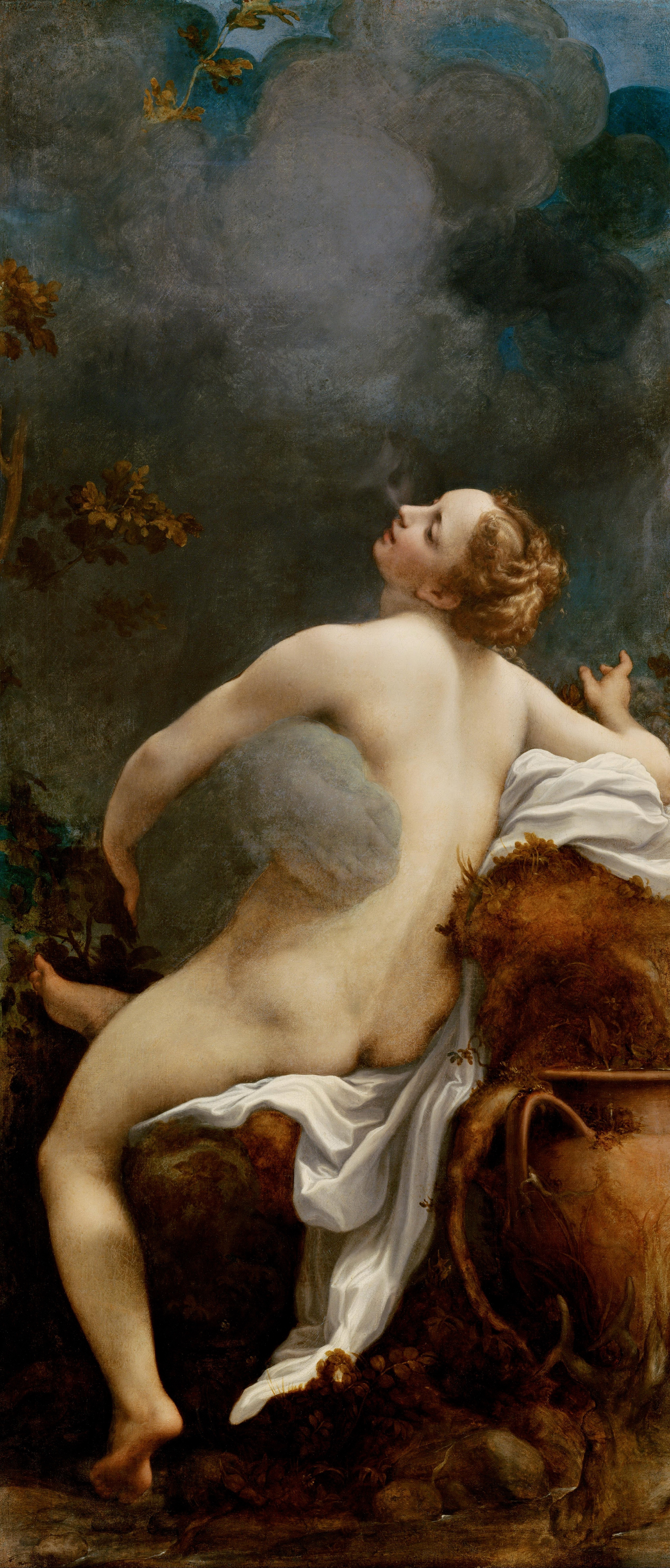
Zeus și Io
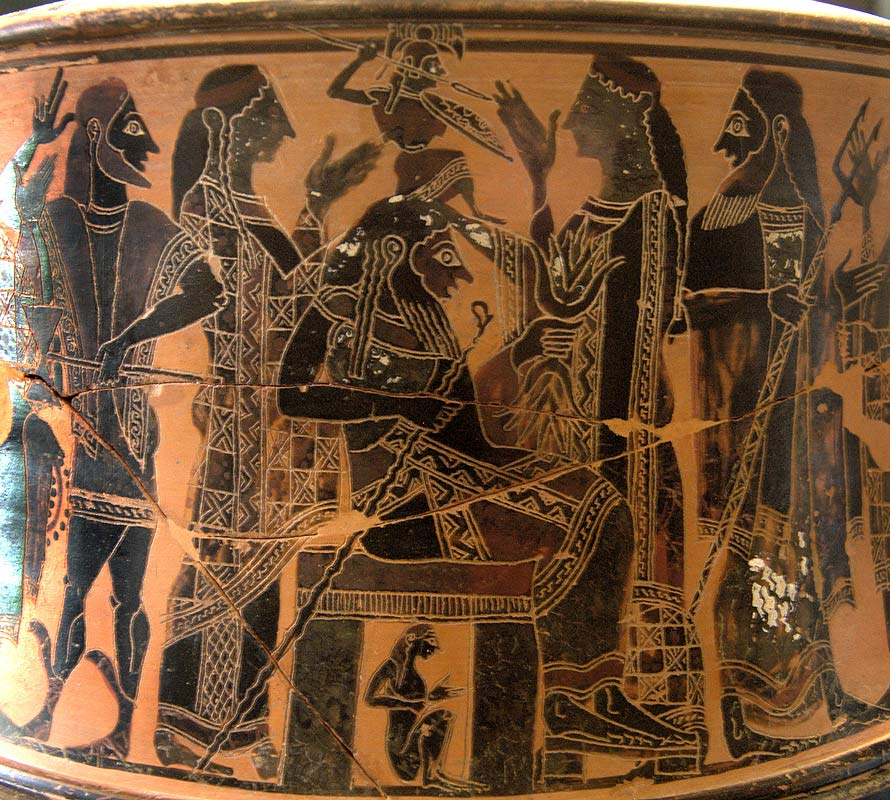
Nașterea Atenei după ce Zeus a înghițit-o pe Metis

### Autoritatea asupra oamenilor

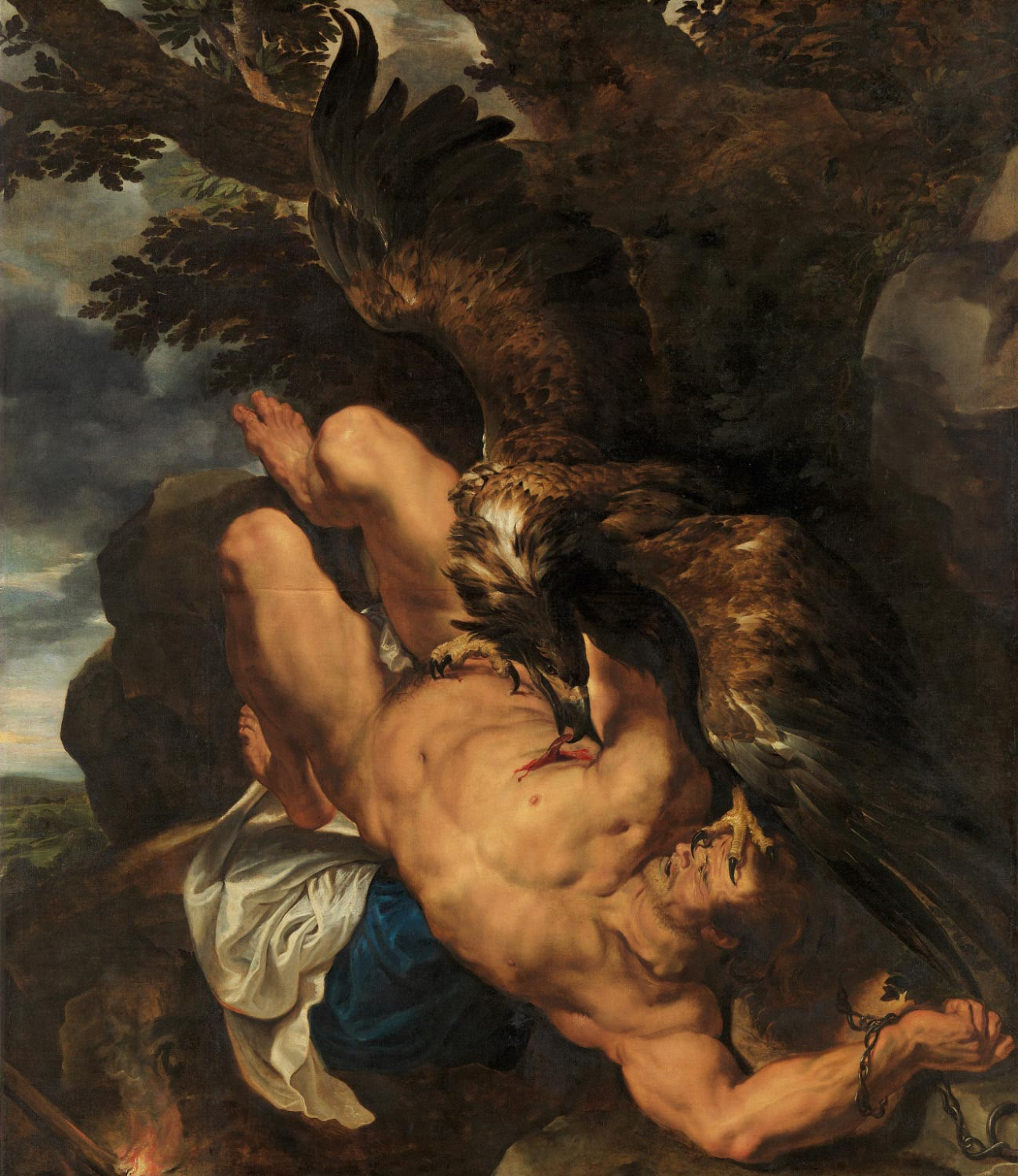
Înlănțuirea lui Prometeu de Frans Snyders și Peter Paul Rubens

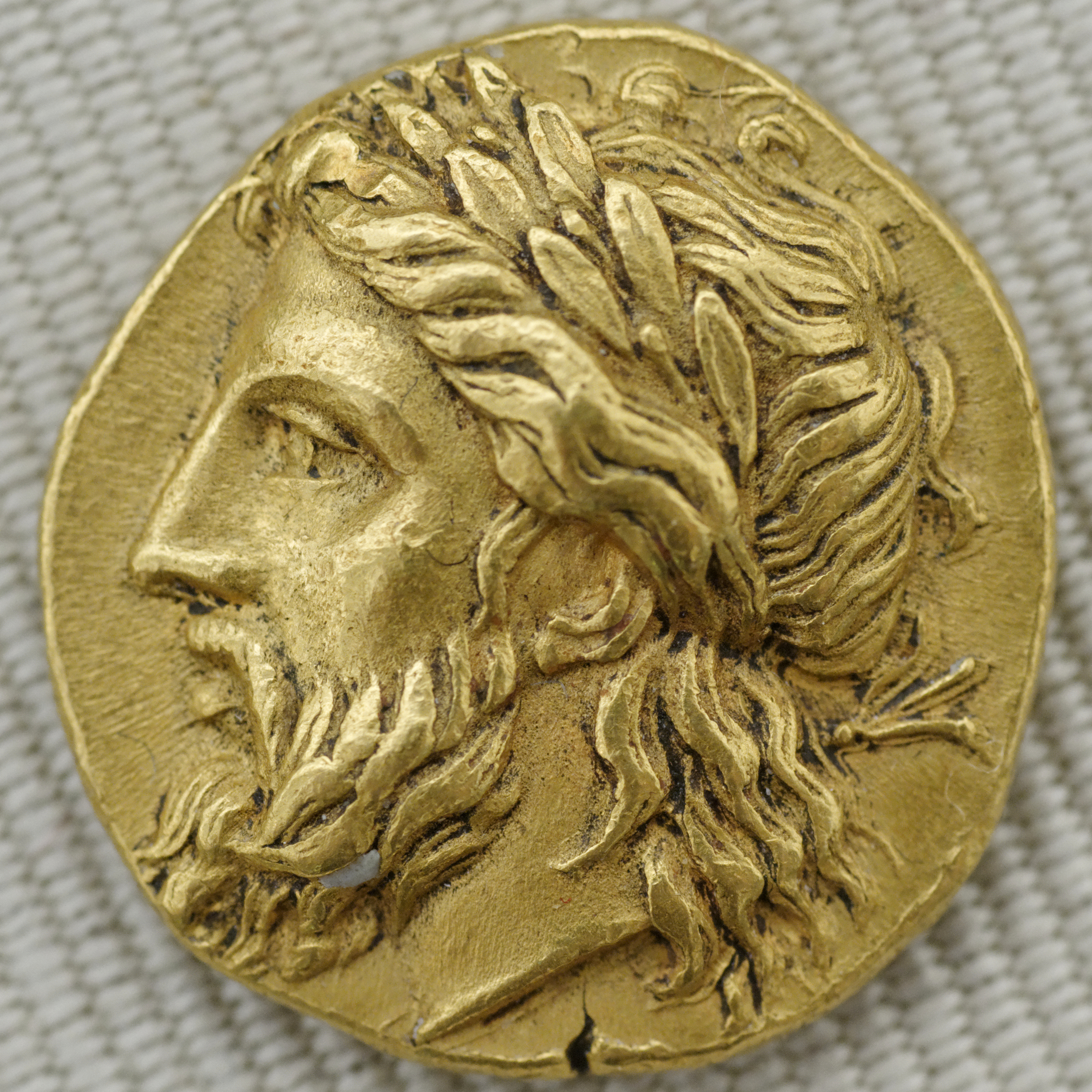
Zeus cu o coroană de laur. Stater de aur din Lampsacus, Mysia (cca. 360-340 î.Hr.)

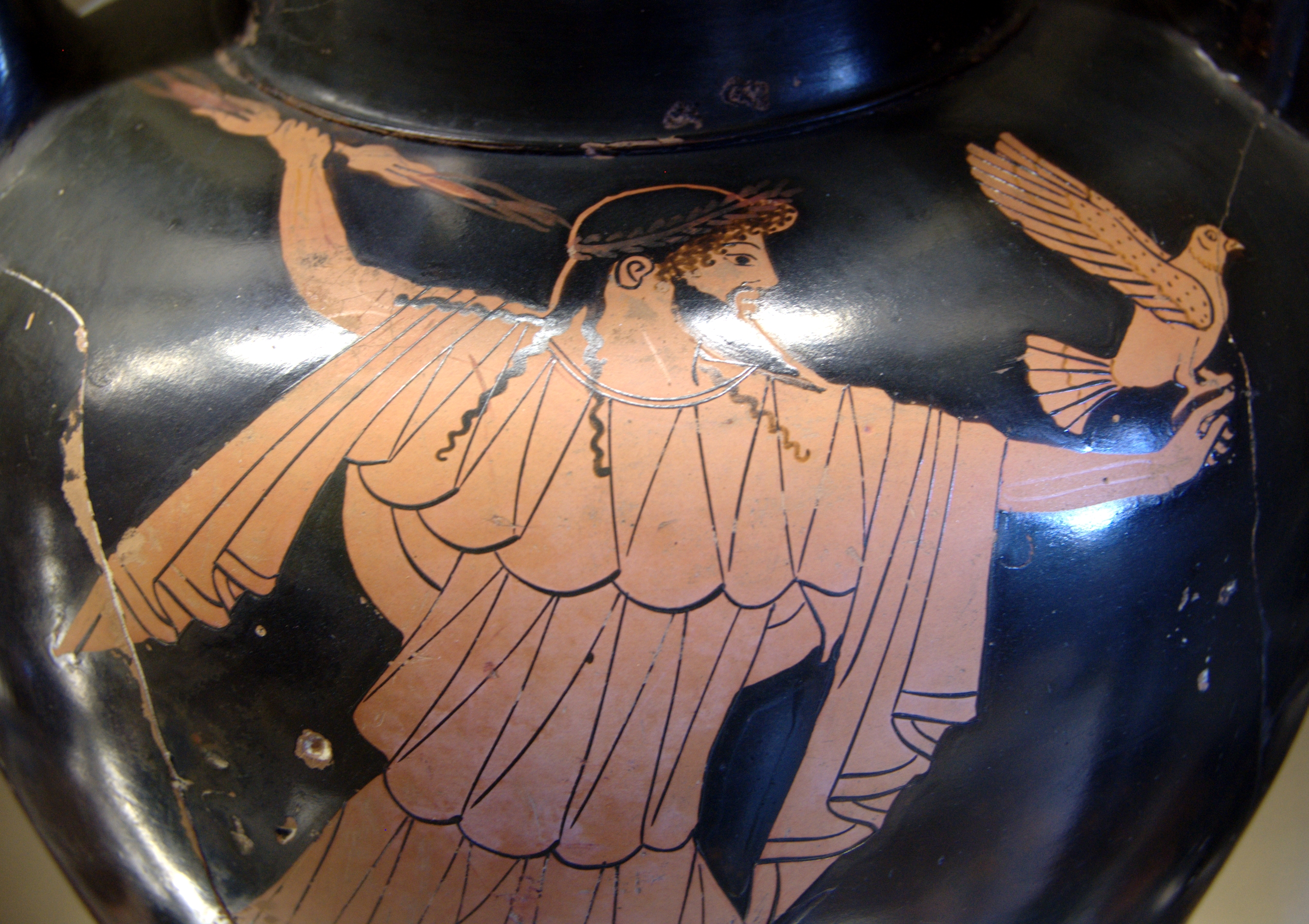
Zeus pictat pe un vas de ceramică, Louvre

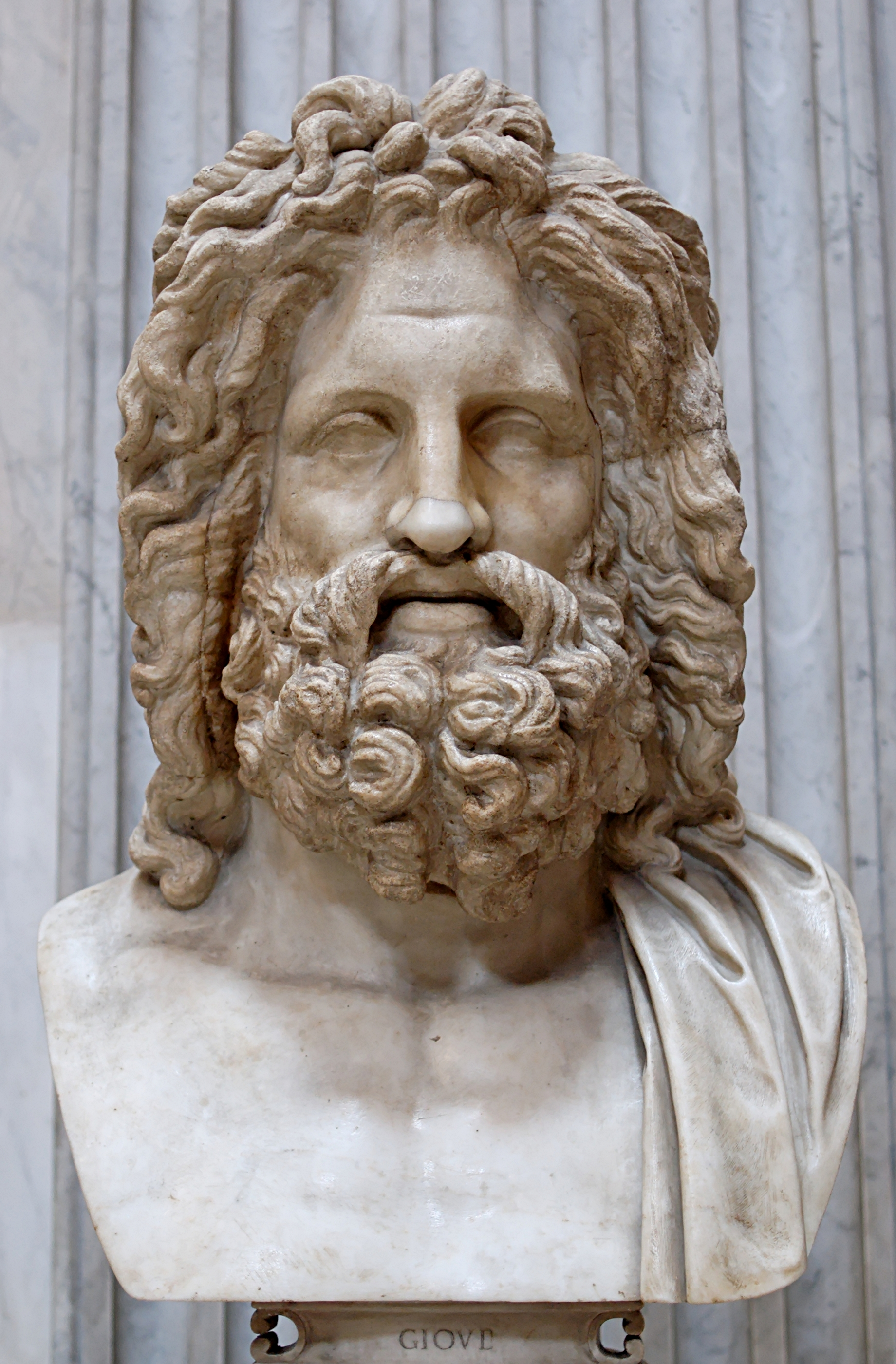
Zeus Otricoli, copie romană din marmură după un original grecesc din secolul al IV-lea.

În legendă se spune că Prometeu a creat oamenii.Zeus a încercat să-i supună și i-a obligat să le aducă jertfă.Oamenii l-au păcălit și batjocorit oferindu-i doar oase și grăsime de taur.Drept pedeapsă, a izbucnit o iarnă năprasnică. Într-o noapte, Prometeu furase focul  din vatra zeului Hefaistos pentru a-l duce oamenilor pe pământ. Când Zeus a aflat că titanul Prometeu îi furase focul, a hotărât să-l pedepsească greu pe creatorul oamenilor.
L-a chemat pe fierar, pe Hefaistos, și i-a poruncit să facă din apă și țărână, o fată, ființă muritoare, dar să aibă chip de zeiță. Zeus o numi Pandora, apoi îi dărui o cutie de aramă și îi spuse să o dăruiască bărbatului cu care se va căsători. Zeița Afrodita îi dărui fetei puterea de a sădi iubirea în inima bărbaților. Apoi, zeul Hermes a condus-o pe pământ. Eros, fiul Afroditei,îl ținti pe Epimeteu,fratele lui Prometeu,în inimă. Epimeteu, amețit de dragoste, o zări pe Pandora, și o ceru de soție. Fratele lui Prometeu deschise cutia. Atunci, mii de boli, rele și nenorociri se răspândiseră pe pământ. Așa se răzbunase Zeus pe pământeni.
Prometeu, văzând fapta, îl înfruntase din nou pe Zeus. Zeul Olimpului se înfuriase atât de tare, încăt l-a chemat pe Hefaistos, cu niște cătușe tari și niște lanțuri grele. A mai adus și un piron mare și gros. L-a chemat pe Hermes și i-a spus să-l lege pe zeul Prometeu de o stâncă cu lanțurile, să-i pună cătușele grele și să-i înfigă pironul gros în piept. Zeus a trimis pe vulturul lui de încredere, să-i sfâșie în fiecare zi, ficatul,care de fiecare dată creștea la loc. Așa rămase Prometeu atârnat de stânca ascuțită vreme de mult timp. Prometeu strigase către Zeus că oamenii vor viețui vreme de mii și mii de ani, însă el, Zeus, va pieri.
Zeus a coborât pe pământ împreună cu Hermes să observe comportamentul oamenilor. S-a deghizat într-un bătrân sărman și necăjit și  a plecat în Arcadia. S-a cazat în palatul regelui Licaon care ura zeii. Și i-a oferitîn batjocură carnea unui rob ucis. Ba chiar încerca să-l ucidă într-o noapte. Zeus fiind furios,l-a transformat pe rege într-un lup și a incendiat cu fulgerele sale tot palatul din temelii.
Altă dată,tot deghizat într-un bătrânel, însoțit de Hermes, a călătorit spre Frigia.  Nefiind primiți în nicio casă, Zeus se înfuriase din cauza locuitorilor care nu erau ospitalieri deloc. Dar Filemon și Baucis, doi bătrânei, i-au găzduit în umila lor locuință și le-au oferit de mâncare. Pentru buna găzduire, Zeus i-a cruțat pe cei doi. Satul plin de locuitorii cei aroganți și neospitalieri a fost prefăcut într-un lac.
Mâniat pe mândria și aroganța oamenilor, Zeus a hotărât să-i distrugă. După ce a distrus două orașe printr-o ploaie de foc (pentru că locuitorii acelor orașe practicau canibalismul , nu i-a găzduit bine pe el și pe Hermes și nu respectau zeii), Zeus a hotarat sa distruga întreaga omenire printr-un potop. Potopul a durat 9 zile și 9 nopți și a inundat întreg Pământul,ucigând orice ființă. Dar în urma potopului au supraviețuit cu ajutorul arcei un cuplu: Deucalion și soția sa. După potop,aceștia au recreat oamenii și animalele.
De atunci, oamenii se supun zeilor olimpieni, construindu-le temple și oferindu-le jertfe și practicând ceremonii în onoarea lor.

## Roluri și epitete

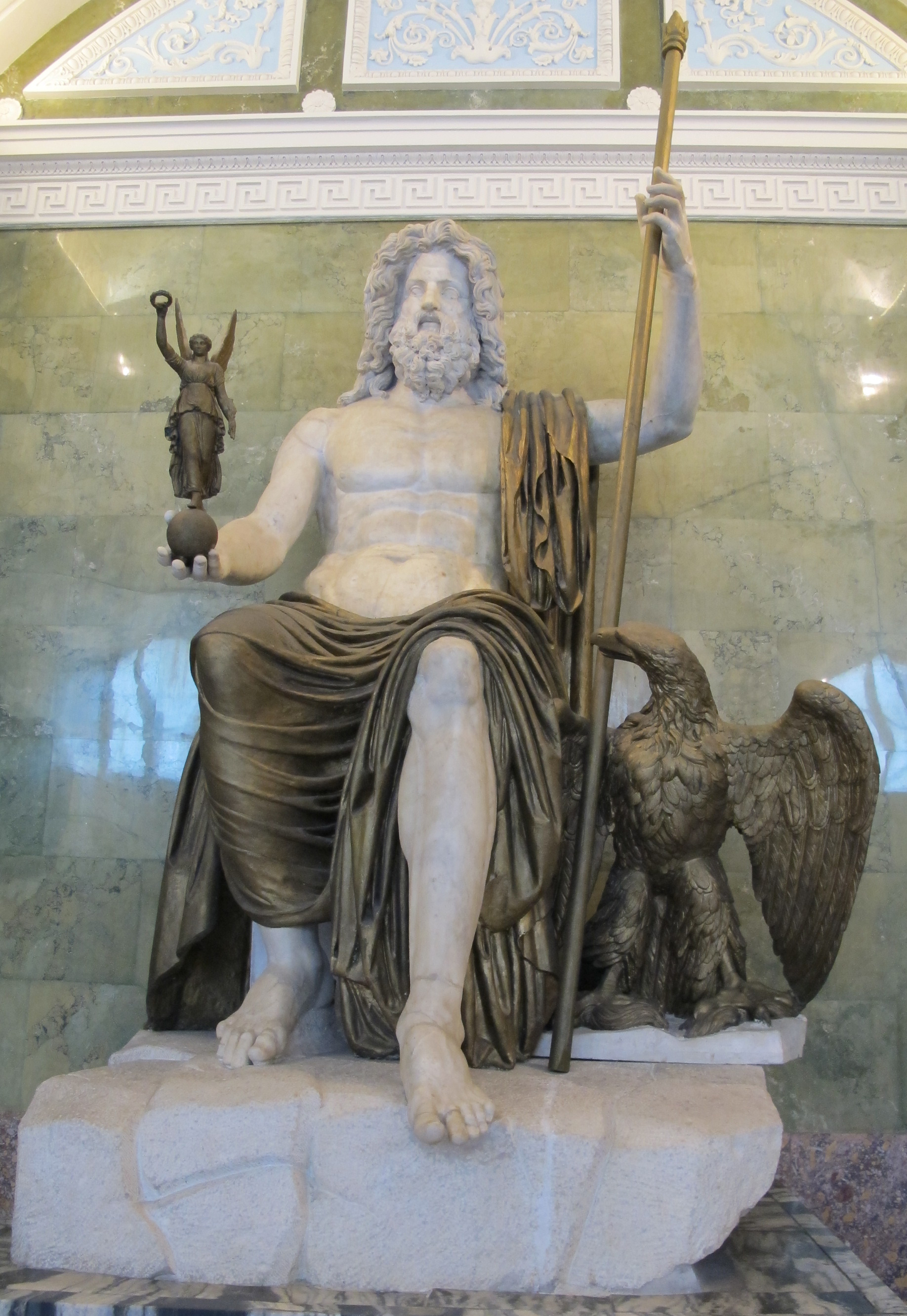
Statuia lui Jupiter (Zeus), modelată după originalul lui Phidias.
Muzeul Ermitaj</br>

Zeus a jucat un rol dominant, prezidând panteonul grec.  Deși homeric, a fost zeul   cerului și tunetelor ca omologii săi din Orientul Apropiat (Baal), el a fost, de asemenea, artefactul cultural suprem, în unele sensuri, el a fost întruchiparea  credințelor religioase grecești și divinitatea greacă arhetipală.
În afară de epitete locale care pur și simplu desemnau o  zeitate , a avut și  epitete  sau titluri aplicate care subliniau diferite aspecte ale autorității de mare anvergură:
- Zeus Olympios a subliniat domnia lui Zeus atât asupra zeilor.
- Zeus Panhellenios („Zeul   tuturor elenilor”), pentru care a fost dedicat faimosul templu Aeacus "pe Aegina.
- Zeus Xenios, Philoxenon sau hospites: Zeus a fost patron  ospitalier (Xenia) și oaspeți, gata să răzbune orice rău făcut de un străin.
- Zeus Horkios: Zeus a fost patronul  jurămintelor și îi pedepsea pe mincinoși.
- Zeus Agoraeus: Zeus veghea asupra  afacerilor din   Agora și pedepsea  comercianții necinstiți.
- Zeus Aegiduchos' sau Aegiochos: Zeus a fost purtătorul  Aegisului cu care a instaurat teroarea în dușmanii săi nelegiuiți.

Nume suplimentare și epitete pentru Zeus :
- Zeus Meilichios („ușor-a-fi-înduplecat”) venerat în   Atena, Meilichios.
- Zeus Tallaios („zeul solar”) Venerat în Creta.
- Zeus Labrandos (labrys-labirint): este conectat cu zeul hurrit al cerului și  al furtunii. Venerat în  Caria.
- Zeus Naos și Bouleus: venerat în  Dodona.
- Zeus Georgos (Ζεύς Γεωργός - „lucrător al pământului”, „fermier”), zeul agriculturii și al recoltelor, în Atena.
- Kasios: Zeus de pe Muntele Kasios în Siria.
- Ithomatas: Zeus de pe Muntele Ithomi în Messinia.
- Astrapios („fulgerătorul”)
- Brontios („trăsnitorul”)

## Culte

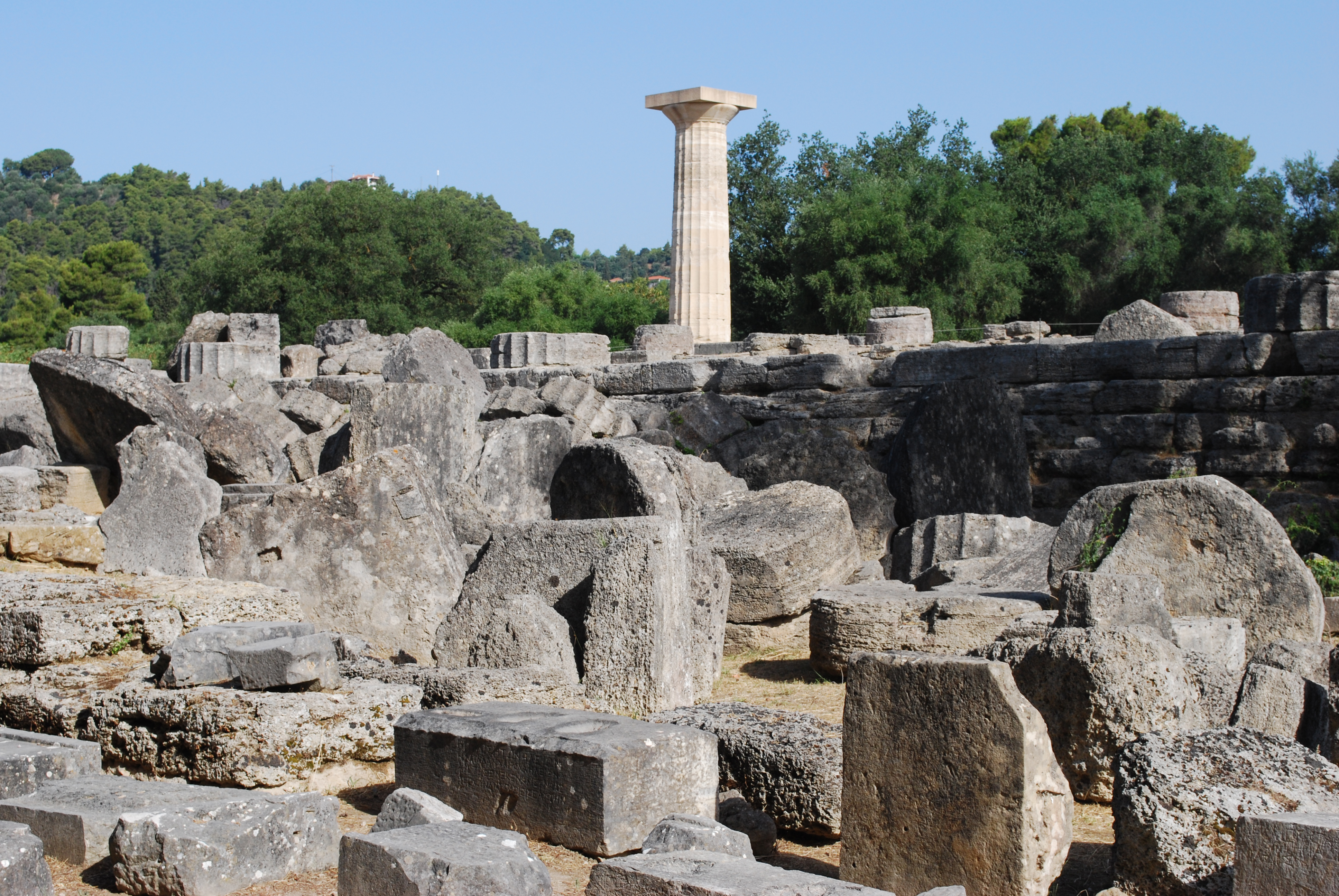
Templul lui Zeus din Olympia

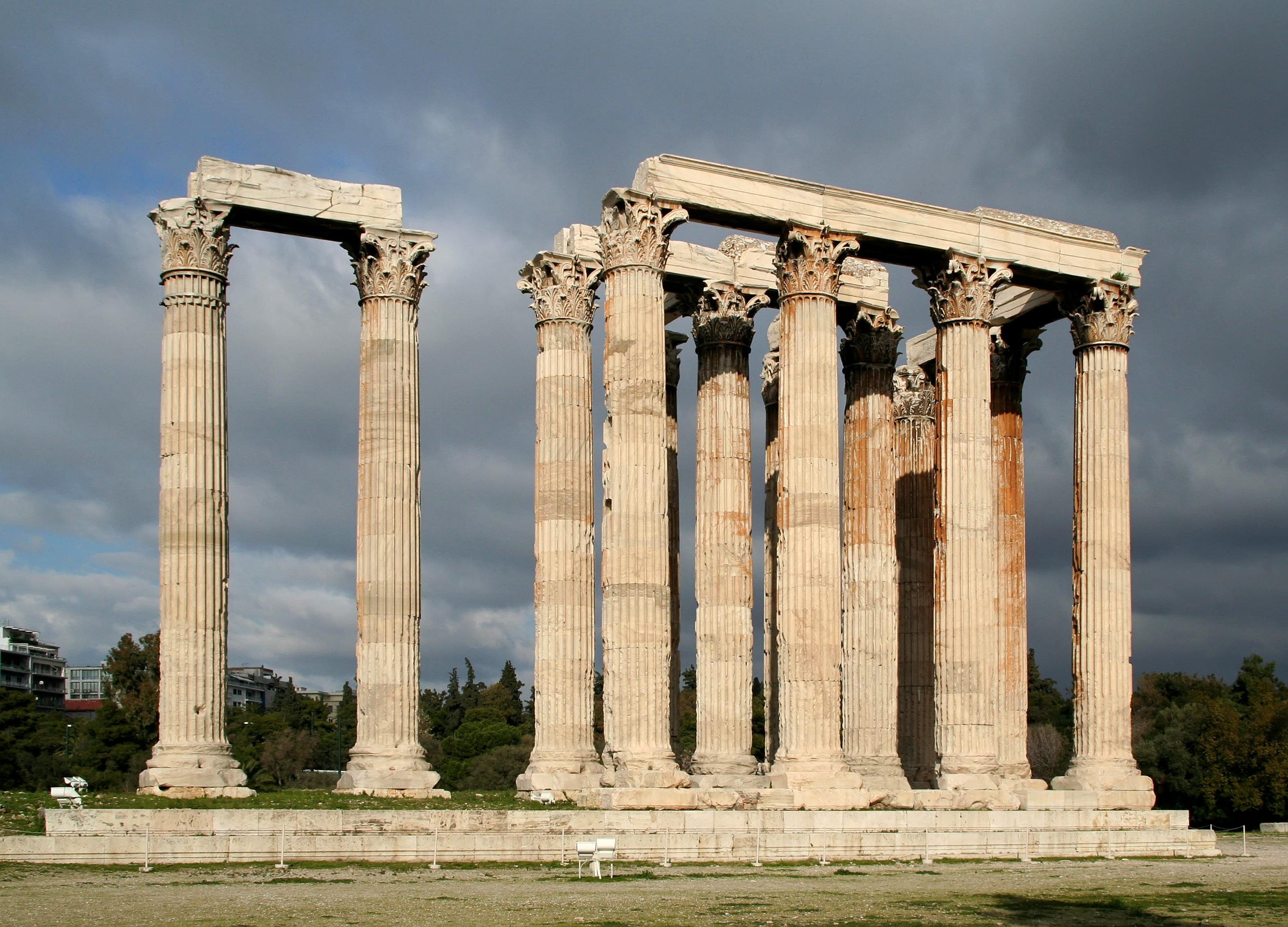
Templul lui Zeus din Atena

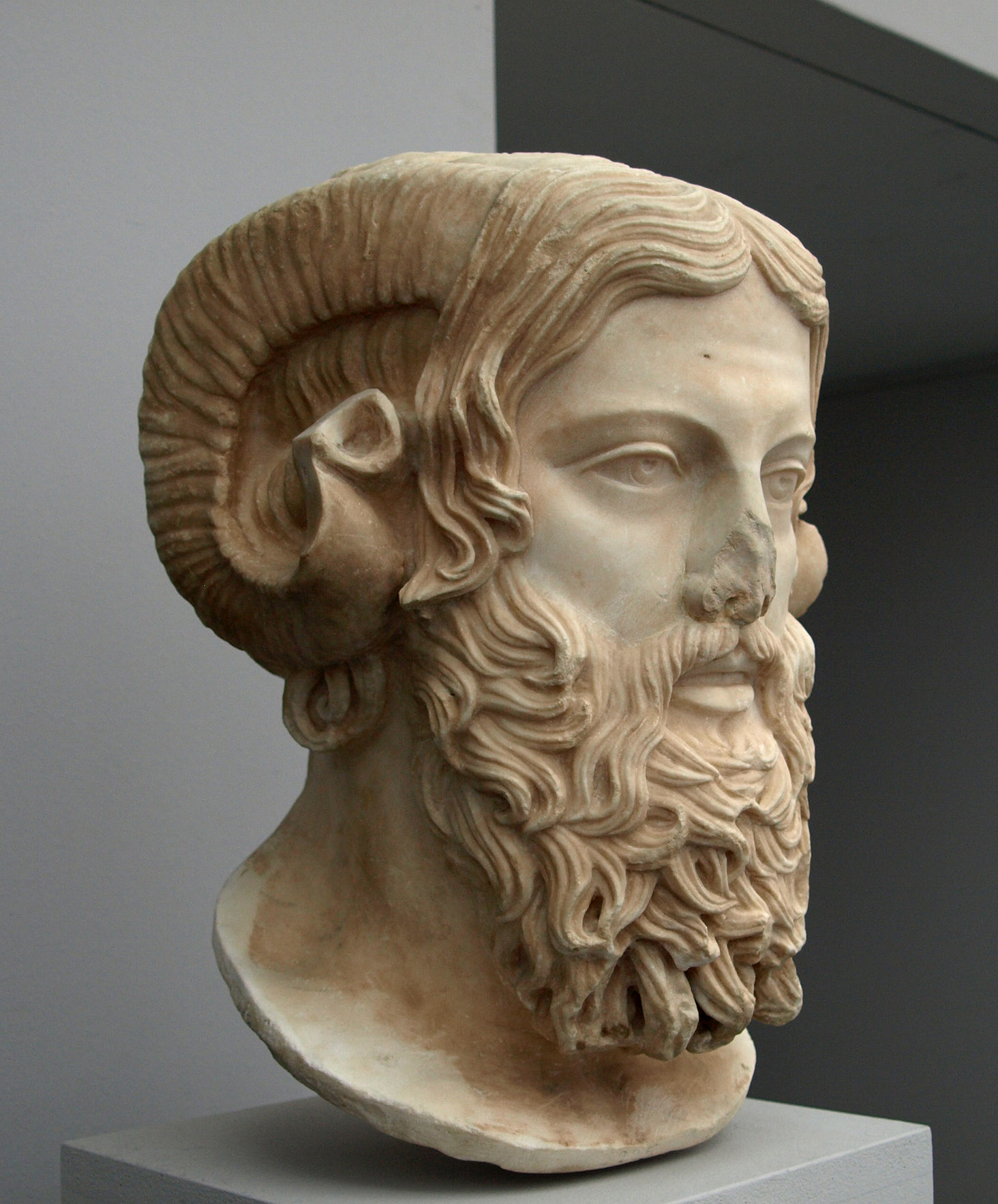
Copie romană a unui original grec din secolul V târziu î.Hr. Grecii din Cirenaica și Delta Nilului combinau trăsături ale zeului suprem, Zeus, cu trăsături ale zeului egiptean Amon-Ra.

Cel mai important centru în care Zeus era omagiat era Olympia. Festivalurile închinate lui Zeus erau Jocurile Olimpice. Altarul nu era din piatră, ci din resturile de cenușă acumulate de secole ale animalelor sacrificate.Se ridicau altare și se sacrificau tauri albi în cinstea zeului.
În Creta, Zeus Velchanos a fost venerat într-o  serie de peșteri din Cnossos, Ida și Palaikastro. În perioada elenistică un mic sanctuar dedicat lui Zeus Velchanos a fost fondat la  Aghia Triada  lângă un palat minoic  ruinat. Monedele   din Phaistos arata forma în care a fost venerat: un tânăr stă printre ramurile unui copac, cu un cocoș pe genunchi, pe alte   monede Velchanos este reprezentat ca un vultur și în asociere cu o zeiță,  celebrarea căsătoriei mistice. Inscripțiile la Gortyn și Lyttos înregistrau  un festival Velchania, arătând că  a fost încă venerată în elenistică Creta.
Scriitorul elenistic Euhemerus a propus o teorie cum că Zeus a fost de fapt un mare rege al Cretei și care prin slava lui postum, cretanii  l-au transformat treptat într-o zeitate. Lucrările de Euhemerus  nu au supraviețuit, dar scriitori creștini patristici i-au preluat sugestia.
Epitetul Zeus Lykaios („lup-Zeus”) este asumat  de către Zeus numai în legătură cu festivalul arhaic al Lykaia pe pantele   muntelui Lykaion („Wolf Mountain”), cel mai înalt vârf  din  Arcadia, Zeus a avut doar o formală conexiune , cu ritualurile și miturile de acest ritual primitiv de trecere  la  canibalism și  posibilitatea de  transformare în vârcolac pentru participanți.  
Potrivit lui Platon, un anumit clan s-ar aduna pe munte pentru a face un sacrificiu la fiecare nouă ani lui Zeus Lykaios, și o singură bucată din măruntaiele umane s-ar fi amestecat cu cele animale. Cine a mâncat carne de om a fost declarat de a transforma într-un lup, și-ar putea recâștiga singura formă umană dacă nu a mâncat din nou   carne umană până  când  următorul ciclu de nouă ani s-a încheiat. Au fost jocuri asociate cu Lykaia, eliminate în secolul al IV-lea.
Deși etimologia indică faptul că Zeus a fost inițial un zeu ceresc, multe orașe grecești l-au onorat Zeus subteran  la nivel local. Atenienii și sicilienii l-au onorat pe Zeus Meilichios („amabilitate” sau „miere”), în timp ce alte orașe l-au avut pe Zeus Chthonios („pământ”), Zeus Katachthonios („sub-pământ”) și Zeus Plousios („avere-aduce”). Aceste zeități erau reprezentate ca șerpi sau în formă umană în arta vizuală.
Cultul lui Zeus la Dodona, în Epir s-a  centrat pe un stejar sacru.  
Oracolul lui  Ammon de la Oaza Siwa din Deșertul de Vest din Egipt nu se afla în limitele  lumii grecești  înainte  ca  Alexandru cel Mare să o consulte. Zeus Amon a fost  venerat și  în  Sparta.
Zeus a fost identificat cu zeul roman Jupiter și asociat în imaginația clasică sincretică (interpretatio graeca), cu diverse alte zeități, cum ar fi Amon egiptean și Tinia etruscă.  Conducătorul seleucid Antioh IV Epifanes  a ridicat o statuie a lui Zeus Olympios în Templul iudaic din Ierusalim.    
Unii mitologi moderni compara cu zeul hindus, Indra.
În neoplatonism,  Zeus  este reprezentat ca fiind Demiurgul sau Mintea Divină.

### Răspândirea geografică
Cultele zeilor mitologiei grecești sunt adesea vechi și adevărata lor întindere și popularitate este greu de determinat în zilele de azi. Ce rămâne se bazează pe mărturiile celor care trăiră atunci, printre care geografi și călători precum Strabon și Pausanias, și descoperiri arheologice, după cum urmează:
- SV Atica: Atena, Pireu, Munychia, Phyla și Myrrhinus, Muntele Himet, munții Parnitha, munții Tourkovounia, Oropos, Râul Kefisos[13]
- SV Megaris: Megara, munții Gerania[13]

Grecia de Sud:
- S Egina, munții Panellenius[13]
- S Corintia: Corint[13]
- S Sicionia: Sicion[13]
- S Argolida: Argos, Nemea, muntele Phoukas, muntele Arahneus, Trezen, muntele Kokkygios[13]
- S Lacedemon: Sparta, Skotitas, Amykles, Phellia, Krokreai, Kithion, Epidaurus limera, râul Skyras, Leuctra[14]
- S Messinia: Muntele Ithmus, Corone[14]
- S Elida: Elida, Olimpia, Lepreo[14]
- S Ahea: Patras, Aegion, Aigeira[14]
- S Arcadia: Megalopolis, muntele Lykaion, Mantinea, Alifeira, Gortys, muntele Akakesion, Tegea[14]

Grecia centrală:
- C Beoția: Teba, muntele Kitheron, Plateea, Thespiai, muntele Laphystios, Levadeia, Khaironeia, muntele Petrakhos, Eleutherae[15]
- C Evia (în trecut, Euboea): Euboea (oraș), capul Kenaios[15]
- C Focida: Delfi, Coroneia, Davlia[15]
- C Cefalonia: muntele Ainos[15]

Grecia de Nord:
- N Epir-Thesprotia: Dodona[15]
- N Tesalia: Skotoussa[15]
- N Macedonia: Pella[15]

Marea Egee:
- Grecia Egee Kea: muntele Keos[15]
- GE Samos: orașul Samos[15]
- GE Rodos: muntele Atabrys[15]
- GE Creta: Prasos, muntele Ida[15]

Altele:
- Anatolia Lidia: Smyrna, Magnesia (acum Manisa)[15]
- A Caria: Dydima lângă Milet, Trallesis, Milas, Labranda, Stratonicea[15]
- A Cappadocia: Tyana[15]
- A Cilicia: Olbe[15]
- A Frigia: Ankara[15]
- Mediterana Cipru: Arsinoe[15]
- Africa Libia[15]
- Peninsula Italică Sicilia: Siracuza[15]
- PI Lazio: Roma[16][15]